# EIF3G
EIF3G‏ (Eukaryotic translation initiation factor 3 subunit G) هوَ بروتين يُشَفر بواسطة جين EIF3G في الإنسان.